# 運動単位
運動単位（うんどうたんい、英:motor unit）とは1つのα運動ニューロンとその運動ニューロンが神経支配する全ての筋線維のこと。個々の筋線維は1個の運動ニューロンに支配されるが、個々の運動ニューロンは複数の筋線維を神経支配する。運動ニューロンとそれにより神経支配される筋線維の数は筋の機能により異なり、大腿四頭筋のような大型の筋では1個の運動ニューロンにより神経支配される筋線維は数百本になるが、眼球の位置づけを制御するような筋では1個の運動ニューロンに神経支配される筋線維は10本に満たない場合もある。